# Kanton Sochaux-Grand-Charmont
Kanton Sochaux-Grand-Charmont (francouzsky Canton de Sochaux-Grand-Charmont) je francouzský kanton v departementu Doubs v regionu Franche-Comté. Tvoří ho čtyři obce.

## Obce kantonu
- Grand-Charmont
- Nommay
- Sochaux
- Vieux-Charmont